# Jorge Carlos Patrón Wong
Jorge Carlos Patrón Wong (Mérida, 3 gennaio 1958) è un arcivescovo cattolico messicano, dall'8 dicembre 2021 arcivescovo metropolita di Jalapa.

## Biografia
Nasce a Mérida il 3 gennaio 1958, secondogenito dei cinque figli di Wílberth Patrón Montes e Carmen Wong Mayín, il cui padre era emigrato dalla Cina all'inizio del 900.

### Formazione e ministero sacerdotale
Frequenta i corsi filosofici e teologici nel seminario conciliare di Yucatán.
Il 12 gennaio 1988 è ordinato presbitero dall'arcivescovo Manuel Castro Ruiz per l'arcidiocesi di Yucatán.
Nel 1988 si trasferisce a Roma per ottenere, nel 1993, i titoli in teologia spirituale e psicologia presso la Pontificia Università Gregoriana.
Torna nella diocesi di origine, dove è parroco, educatore presso il locale seminario e portavoce. Il 12 maggio 2000 l'arcivescovo Emilio Carlos Berlie Belaunzarán lo nomina rettore del seminario maggiore di Yucatán, mentre dal 2002 al 2008 è presidente dell'Organizzazione dei Seminari Messicani (OSMEX), quindi è eletto presidente dell'Organizzazione dei Seminari Latinoamericani (OSLAM), rieletto nel 2006 e in carica sino al 2009.

### Ministero episcopale
Il 15 ottobre 2009 papa Benedetto XVI lo nomina vescovo coadiutore di Papantla; riceve l'ordinazione episcopale il 15 dicembre successivo dall'arcivescovo Christophe Pierre, co-consacranti gli arcivescovi Emilio Carlos Berlie Belaunzarán e Hipólito Reyes Larios.
Il 2 maggio 2012, con la rinuncia del vescovo Lorenzo Cárdenas Aregullín accolta da papa Benedetto XVI, diventa vescovo di Papantla.
Il 21 settembre 2013 papa Francesco lo nomina segretario della Congregazione per il clero con delega per i seminari e lo eleva alla dignità di arcivescovo.
Il 15 gennaio 2019, accogliendo la richiesta dell'amministratore apostolico Ricardo Basilio Morales Galindo, papa Francesco lo nomina visitatore apostolico nell'arcidiocesi di Puerto Montt. Il 24 gennaio termina la sua missione.
L'8 dicembre 2021 papa Francesco lo nomina arcivescovo metropolita di Jalapa. Prende possesso dell'arcidiocesi l'8 febbraio 2022.

## Genealogia episcopale
La genealogia episcopale è:
- Cardinale Scipione Rebiba
- Cardinale Giulio Antonio Santori
- Cardinale Girolamo Bernerio, O.P.
- Arcivescovo Galeazzo Sanvitale
- Cardinale Ludovico Ludovisi
- Cardinale Luigi Caetani
- Cardinale Ulderico Carpegna
- Cardinale Paluzzo Paluzzi Altieri degli Albertoni
- Papa Benedetto XIII
- Papa Benedetto XIV
- Papa Clemente XIII
- Cardinale Marcantonio Colonna
- Cardinale Giacinto Sigismondo Gerdil, B.
- Cardinale Giulio Maria della Somaglia
- Cardinale Carlo Odescalchi, S.I.
- Vescovo Eugène de Mazenod, O.M.I.
- Cardinale Joseph Hippolyte Guibert, O.M.I.
- Cardinale François-Marie-Benjamin Richard
- Cardinale Pietro Gasparri
- Cardinale Clemente Micara
- Cardinale Antonio Samorè
- Cardinale Angelo Sodano
- Cardinale Christophe Pierre
- Arcivescovo Jorge Carlos Patrón Wong